# Open Parc Auvergne-Rhône-Alpes Lyon 2022 - Qualificazioni singolare
Le qualificazioni del singolare maschile del Open Parc Auvergne-Rhône-Alpes Lyon 2022 sono un torneo di tennis preliminare per accedere alla fase finale della manifestazione. I vincitori dell'ultimo turno sono entrati di diritto nel tabellone principale. In caso di ritiro di uno o più giocatori aventi diritto a questi sono subentrati i lucky loser, ossia i giocatori che hanno perso nell'ultimo turno ma che avevano una classifica più alta rispetto agli altri partecipanti che avevano comunque perso nel turno finale.

## Teste di serie
1. Carlos Taberner (primo turno)
2. Tomás Martín Etcheverry (qualificato)
3. Yoshihito Nishioka (primo turno)
4. Mikael Ymer (primo turno)

1. Manuel Guinard (qualificato)
2. Gilles Simon (qualificato)
3. Michael Mmoh (ultimo turno, lucky loser)
4. Grégoire Barrère (qualificato)

## Qualificati
1. Grégoire Barrère
2. Tomás Martín Etcheverry

1. Manuel Guinard
2. Gilles Simon

### Lucky loser
1. Yosuke Watanuki

1. Michael Mmoh

## Tabellone

### Legenda
| - Q = Qualificato - WC = Wild card - LL = Lucky loser | - ALT = Alternate - SE = Special Exempt - PR = Protected Ranking | - w/o = Walkover - r = Ritirato - d = Squalificato |

### Sezione 1
|  | Primo turno | Primo turno      | Primo turno     | Primo turno | Primo turno |  |  | Ultimo turno | Ultimo turno     | Ultimo turno | Ultimo turno | Ultimo turno |  |
|  |             |                  |                 |             |             |  |  |              |                  |              |              |              |  |
|  | 1           | Carlos Taberner  | Carlos Taberner | 3           | 4           |  |  |              |                  |              |              |              |  |
|  |             | Yosuke Watanuki  | Yosuke Watanuki | 6           | 6           |  |  |              | Yosuke Watanuki  | 3            | 6            | 3            |  |
|  |             | Steven Diez      | 6               | 1           | 4           |  |  | 8/Alt        | Grégoire Barrère | 6            | 3            | 6            |  |
|  | 8/Alt       | Grégoire Barrère | 4               | 6           | 6           |  |  |              |                  |              |              |              |  |

### Sezione 2
|  | Primo turno | Primo turno             | Primo turno             | Primo turno  | Primo turno |  |  | Ultimo turno | Ultimo turno            | Ultimo turno            | Ultimo turno | Ultimo turno |  |
|  |             |                         |                         |              |             |  |  |              |                         |                         |              |              |  |
|  | 2           | Tomás Martín Etcheverry | Tomás Martín Etcheverry | 6            | 6           |  |  |              |                         |                         |              |              |  |
|  | WC          | Mayeul Darras           | Mayeul Darras           | 4            | 2           |  |  | 2            | Tomás Martín Etcheverry | Tomás Martín Etcheverry | 7            | 6            |  |
|  |             | Miljan Zekić            | Miljan Zekić            | Miljan Zekić | 3r          |  |  | 7            | Michael Mmoh            | Michael Mmoh            | 6            | 3            |  |
|  | 7           | Michael Mmoh            | Michael Mmoh            | Michael Mmoh | 4           |  |  |              |                         |                         |              |              |  |

### Sezione 3
|  | Primo turno | Primo turno        | Primo turno        | Primo turno | Primo turno |  |  | Ultimo turno | Ultimo turno   | Ultimo turno | Ultimo turno | Ultimo turno |  |
|  |             |                    |                    |             |             |  |  |              |                |              |              |              |  |
|  | 3           | Yoshihito Nishioka | Yoshihito Nishioka | 1           | 1           |  |  |              |                |              |              |              |  |
|  | WC          | Ugo Blanchet       | Ugo Blanchet       | 6           | 6           |  |  | WC           | Ugo Blanchet   | 7            | 0            | 4            |  |
|  |             | Tristan Lamasine   | Tristan Lamasine   | 1           | 3           |  |  | 5            | Manuel Guinard | 67           | 6            | 6            |  |
|  | 5           | Manuel Guinard     | Manuel Guinard     | 6           | 6           |  |  |              |                |              |              |              |  |

### Sezione 4
|  | Primo turno | Primo turno        | Primo turno        | Primo turno | Primo turno |  |  | Ultimo turno | Ultimo turno | Ultimo turno | Ultimo turno | Ultimo turno |  |
|  |             |                    |                    |             |             |  |  |              |              |              |              |              |  |
|  | 4           | Mikael Ymer        | Mikael Ymer        | 4           | 1           |  |  |              |              |              |              |              |  |
|  |             | Nerman Fatić       | Nerman Fatić       | 6           | 6           |  |  |              | Nerman Fatić | Nerman Fatić | 0            | 5            |  |
|  |             | Matthias Bachinger | Matthias Bachinger | 2           | 4           |  |  | 6/Alt        | Gilles Simon | Gilles Simon | 6            | 7            |  |
|  | 6/Alt       | Gilles Simon       | Gilles Simon       | 6           | 6           |  |  |              |              |              |              |              |  |